# Sümber (distrikt i Mongoliet, Töv)
Sümber (mongoliska: Сүмбэр Сум, Сүмбэр, Sümber Sum) är ett distrikt i Mongoliet.   Det ligger i provinsen Töv, i den centrala delen av landet, 120 km nordväst om huvudstaden Ulaanbaatar.